# Войслова
Войслова (рум. Voislova) — село у повіті Караш-Северін в Румунії. Входить до складу комуни Зевой.
Село розташоване на відстані 310 км на північний захід від Бухареста, 51 км на північний схід від Решиці, 99 км на схід від Тімішоари.

## Населення
За даними перепису населення 2002 року у селі проживали 623 особи.
Національний склад населення села:
| Національність | Кількість осіб | Відсоток |
| -------------- | -------------- | -------- |
| румуни         | 603            | 96,8%    |
| угорці         | 17             | 2,7%     |

Рідною мовою назвали:
| Мова      | Кількість осіб | Відсоток |
| --------- | -------------- | -------- |
| румунська | 606            | 97,3%    |
| угорська  | 17             | 2,7%     |